# Leveroyse Bergen
De Leveroyse Bergen is een natuurgebied in de Nederlandse gemeente Leudal. Het natuurgebied ligt ten noordoosten van Leveroy, ten noorden van Maxet, ten noordwesten van buurtschap Achter het Klooster en ten zuidwesten van buurtschap Aan de Bergen. Door het natuurgebied stroomt de Leveroyse Beek.

## Geschiedenis
In het gebied lag vroeger de Maxetschans, een boerenschans.